# Copa Trasandina (rugby)
La Copa Trasandina es un torneo disputado entre las selecciones de Argentina XV y Chile. Su primera edición se llevó a cabo en 2021. En el contexto de esta copa, los Cóndores, apodo con el cual se conoce a la Selección de rugby de Chile, lograron el primer triunfo de su historia sobre un seleccionado argentino. Aunque los seleccionados de cada país se han enfrentado en competiciones oficiales, tales como la Copa Mundial de Rugby, y otros amistosos, existen antecedentes de torneos que albergaron exclusivamente a equipos de ambos países, como fue la participación de equipos chilenos en el Torneo Regional del Oeste en 2000, y el Torneo Trasandino, cuyo origen se registra en la temporada 2010. En cuanto a enfrentamientos directos entre los Cóndores y Argentina XV, estos iniciaron en 2007 y se contabilizaban al menos siete encuentros hasta la temporada 2021.

## Antecedentes
Los antecedentes de torneos organizados con el fin de enfrentar sólo a representativos de cada país abarca el ámbito de los clubes. Una muestra de aquello fue la participación de Universidad Católica en el Torneo Regional del Oeste 2000. Una década más tarde, se creó el Torneo Trasandino entre equipos regionales chilenos, de la Asociación Regional de Rugby Valparaíso y Asociación Concepción, y clubes argentinos, específicamente de Mendoza, Argentina. La modalidad de campeonato fue de cuatro zonas de cuatro equipos, semifinales y final. En la final de esta primera edición, Peumayén Rugby Club, institución asociada a la Unión de Rugby de Cuyo, derrotó a Viña RC por 22-15. En 2011, nuevamente con el formato de dieciséis clubes, clasificaron a la final los equipos Old Mackayans, de Viña del Mar, Chile, y Club Personal Banco Mendoza (CPBM), de Mendoza, Argentina. En una aplastante exhibición, que tuvo como sede la cancha del Colegio Mackay, el equipo chileno se impuso por 44-0, proclamándose campeón.
Acerca de los antecedentes entre combinados de ambos países, hasta antes de que los Cóndores y Argentina XV disputaran la Copa Argentina nunca un seleccionado chileno había derrotado a uno argentino. Por ejemplo, jugando contra los Pumas, el equipo estelar de ese país, los Cóndores habían caído en los 37 encuentros que se llevaron a cabo desde 1936. Sólo considerando los duelos disputados en Santiago de Chile, Chile había cosechado 15 derrotas ante los Pumas.
En cuanto a los enfrentamientos entre los Cóndores y Argentina XV, que fueron rivales en la Copa Trasandina 2021, el primero de ellos se produjo el 4 de agosto de 2007 en Buenos Aires, con triunfo para el equipo argentino por 70-14. El partido anterior a la disputa del trofeo se produjo el 18 de mayo de 2019 en Tucumán, con triunfo para Argentina XV por 55-3.

## Copa Trasandina 2021
En 2021, esta competición fue incluida entre los encuentros de preparación de la Selección de rugby de Chile, los Cóndores, y Argentina XV. El 15 de septiembre, los Cóndores derrotaron 25-24 a Argentina XV en el Estadio San Carlos de Apoquindo, propiedad del Club Deportivo Universidad Católica. Para el seleccionado chileno, el partido fue un apronte para su desafío contra Canadá, disputado en octubre de ese año, correspondiente a la Clasificación de la Copa Mundial de Rugby de 2023. Hasta el término de la primera etapa, el trámite del juego no resultaba favorable para los Cóndores, culminando esta etapa en desventaja. Tras desenvolverse con personalidad y empuje, el seleccionado chileno, entonces dirigido por Pablo Lemoine, logró remontar el marcador y encaminarse a la victoria. En los últimos minutos, Argentina XV pudo desequilibrar mediante un try, pero desperdició la oportunidad.
| 15 de septiembre de 2021 | Chile | 25 - 24 | Argentina XV | San Carlos de Apoquindo, Santiago, |  |

## Historial
| Edición | Año  | Sede     | Campeón | Subcampeón   | Recinto                 |
| ------- | ---- | -------- | ------- | ------------ | ----------------------- |
| I       | 2021 | Santiago | Chile   | Argentina XV | San Carlos de Apoquindo |